# エジプトへの逃避途上の休息 (カラッチ)
『エジプトへの逃避途上の休息』（エジプトへのとうひとじょうのきゅうそく、露: Отдых святого семейства на пути в Египет、伊: Rest on the Flight into Egypt）は、イタリアのバロック絵画の巨匠アンニーバレ・カラッチが1604年ごろ、キャンバス上に油彩で制作した絵画で、サンクトペテルブルクのエルミタージュ美術館に所蔵されている。
作品は本来、イタリアからパリに売却されたジャック・ステラのコレクションにあった。1672年、修道院長ドゥノ・ド・ラ・ニュ (Deno de La Nu) のコレクションに記録され、おそらくラ・ムラ (La Mera) 家にも所有されていた。作品の裏側には、フランソワ・ド・ポワグリ (Francois de Poigli) 家の紋章の上にラ・ムラ家の紋章が重ねられている。作品は1772年にピエール・クロザに購入された後にエカチェリーナ2世 (ロシア皇帝) に取得され、現在の所蔵先であるエルミタージュ美術館に到着した。現在、新エルミタージュ宮殿の231号室に展示されている。

## 作品

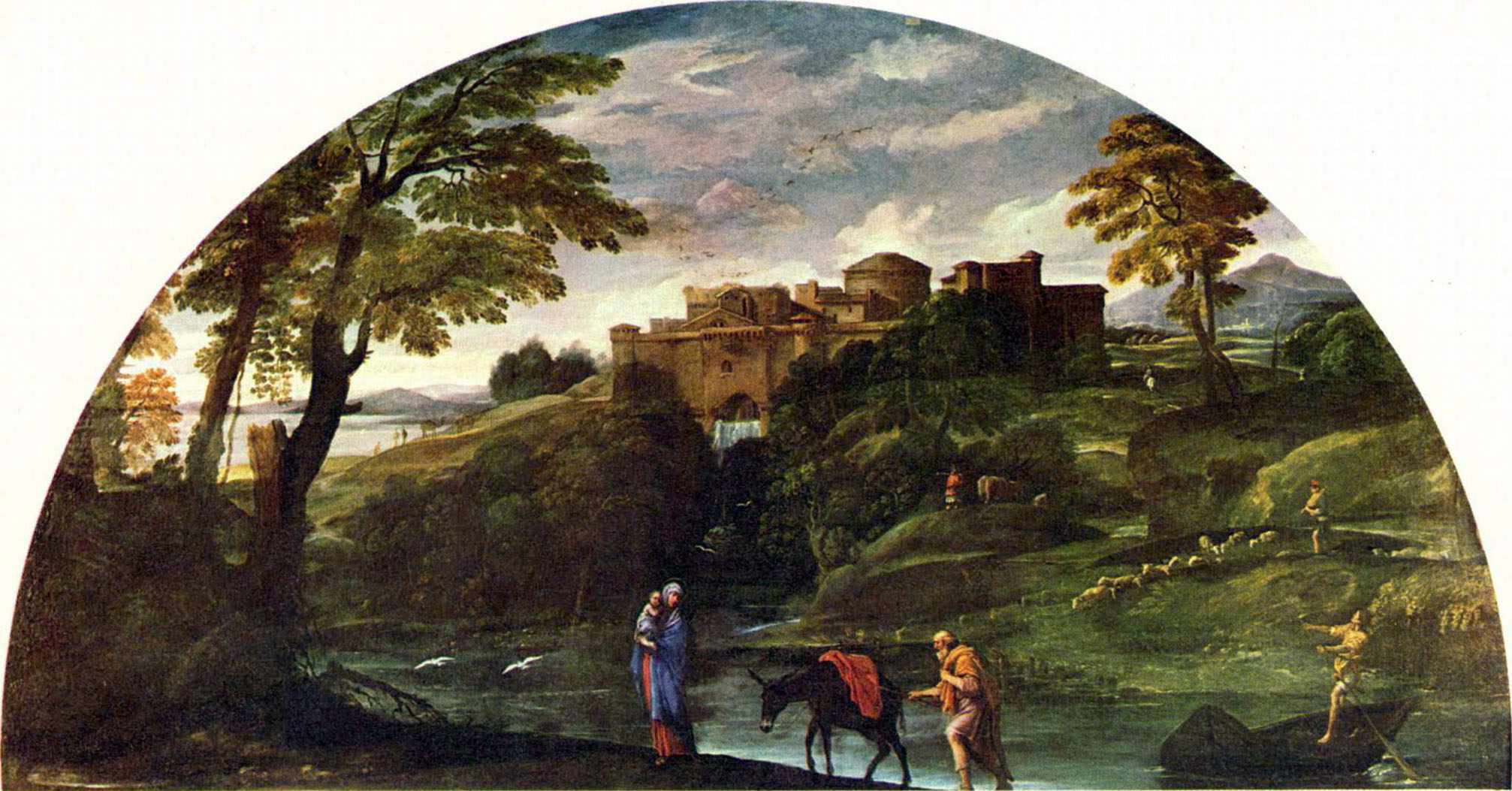
アンニーバレ・カラッチ『エジプトへの逃避のある風景』 (1604年ごろ) 、ドーリア・パンフィーリ美術館、ローマ

作品の主題のエジプトへの逃避は、『新約聖書』中の「マタイによる福音書」(2章13-14) に簡潔に記されている。イエス・キリストの養父聖ヨセフは、天使からお告げを受けた。それは、ヘロデ大王が「ユダヤ人の王」となる新生児の脅威から自身を守るためにすべての初子 (ういご) を殺そうとしているというものであった。ヨセフは、家族とともにローマ帝国領となっていたエジプトへ逃げよという天使の指示に従った。
『新約聖書』をめぐる主題の中でも、この場面は画家の自然描写に関する腕の見せどころであった。アンニーバレは人物に比べて、風景の占める割合をかなり大きくしている。ジョルジョーネ以来、ドッソ・ドッシ、ニコロ・デッラバーテを経てアンニーバレにもその伝統が伝えられた。アンニーバレは、アカデミックで古典的な風景画の発展に大きく貢献し、自然を理想美の姿に結晶させることによりフランスの風景画家クロード・ロランの先駆けとなっている。
匿名の画家の17世紀の長方形の複製がオルレアン・コレクションに記録されているが、後にジョン・エジャートン (第6代サザーランド公爵) に購入され、最終的にプリンストン大学美術館に収蔵された。他にも、初期の円形の複製がベルンのクンストハレにあり、長方形の別の複製が1956年7月31日にクリスティーズで競売にかけられた。さらに別の複製がアメリカの個人コレクションに所有されている。なお、アンニーバレは、類似した主題の『エジプトへの逃避のある風景』 (ドーリア・パンフィーリ美術館、ローマ) も描いている。